# همه‌گیری ابولا ۲۰۱۸ - ۲۰۱۹ کیوو
شیوع ابولا در کیوو در جمهوری دموکراتیک کنگو در ۱ اوت ۲۰۱۸ با تأیید ۵ مورد تست مثبت ایبولا آغاز شد.
این استان و منطقه مصیبت‌زاده درگیر یک بحران نظامی است که سبب شده درمان و پیشگیری بیماری سخت شود. به دلیل وخیم‌تر شدن اوضاع در جمهوری دموکراتیک کنگو (کیووی شمالی و مناطق اطراف)، سازمان بهداشت جهانی در ۲۷ سپتامبر ارزیابی خطر را از سطح زیاد به سطح خیلی زیاد افزایش داد.
در ۱۷ ژوئیه ۲۰۱۹ پس از تأیید یک مورد ابولا در شهر دو میلیون نفری گوما، سازمان جهانی بهداشت اعلام که شیوع این بیماری به سطح وضعیت اضطراری بهداشت جهانی رسیده‌است.